# Novi Strilychtcha
Novi Strilychtcha (ukrainien : Нові Стрілища) est une commune urbaine de l'oblast de Lviv, en Ukraine. Elle compte 780 habitants en 2021.